# Tianwen 3
Tianwen 3 (förenklad kinesiska: 天问三号) är en planerad kinesisk rymdsond som ska utforska och hämta ett jordprov från planeten Mars.
Rymdsonden kommer bestå av flera farkoster, en kretsare, en landare, en uppskjutningsfarkost och en returfarkost. På grund av flera av farkosternas stora massa, kommer uppskjutningen av dem, från jorden behövas fördelas på två Chang Zheng 5-raketer.
Landaren kan även komma att bära med sig en helikopter drönare.
På grund av förhållanden mellan Jordens och Mars omloppsbanor runt Solen, kan uppskjutningen tidigast ske 2028. Nästa uppskjutningsfönster öppnar 2030.